# Erich Lexer

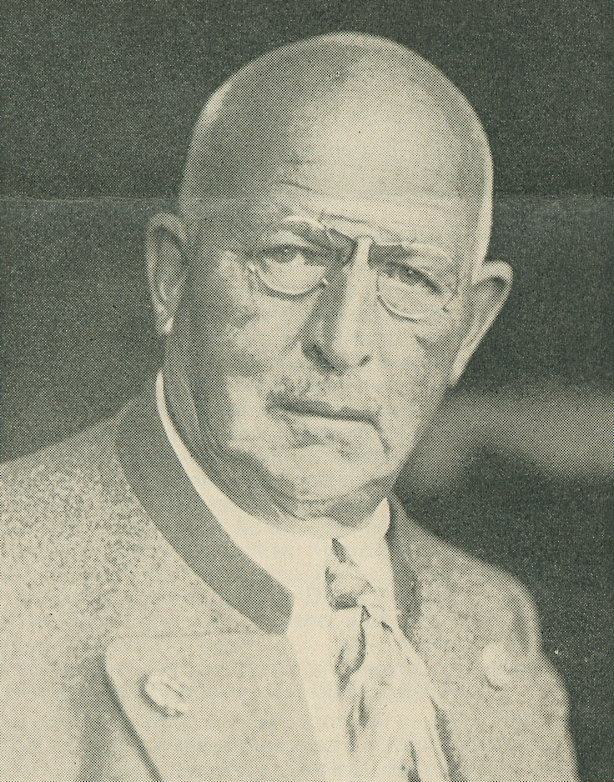
Erich Lexer.

Erich Lexer, född 22 maj 1867 i Freiburg im Breisgau, död 4 december 1937 i Solln vid München, var en tysk kirurg. Han var son till Matthias Lexer.
Lexer blev extra ordinarie professor i Berlin 1902, ordinarie professor 1905 i Königsberg, 1910 i Jena, 1919 i Freiburg im Breisgau och 1928 i München. Han blev emeritus 1936. Lexer arbetade främst med transplantationer och plastikkirurgi. Hans huvudarbete är Lehrbuch der allgemeinen Chirurgie (1903; sjunde upplagan 1913).